# Alex Grey (actriz pornográfica)
Alex Grey (Fort Benning, Georgia; 20 de abril de 1996) es una actriz pornográfica y modelo erótica estadounidense.

## Carrera
Se trasladó a California en el 2015 e ingresó en la industria pornográfica a los 19 años. Ha aparecido en casi cuarenta películas pornográficas desde el 2015, realizando escenas de los subgéneros hardcore y sexo anal. En 2016 hizo su primera escena de doble penetración e interracial para la productora Mr.StrokesXXX.
En el año 2017 ganó el Premio AVN a la Mejor escena de trío Mujer-Hombre-Mujer por Anal Beauty 4, junto a Cristian Devil y Karla Kush.
Hasta la actualidad, ha rodado más de 320 películas.

## Premios y nominaciones
| Año  | Ceremonia    | Resultado | Premio                                        | Trabajo                |
| ---- | ------------ | --------- | --------------------------------------------- | ---------------------- |
| 2017 | Premios AVN  | Nominada  | Mejor actriz revelación                       | —                      |
| 2017 | Premios AVN  | Nominada  | Mejor escena de sexo anal                     | Anal Beauty 3          |
| 2017 | Premios AVN  | Ganadora  | Mejor escena de trío M-H-M                    | Anal Beauty 4          |
| 2017 | Premios AVN  | Nominada  | Premio fan: Debutante más caliente            | —                      |
| 2017 | Premios XBIZ | Nominada  | Mejor actriz revelación                       | —                      |
| 2018 | Premios AVN  | Nominada  | Mejor escena de sexo lésbico                  | Hollywood Hills Hijinx |
| 2018 | Premios XBIZ | Nominada  | Mejor escena de sexo en película de todo sexo | The Music Box          |
| 2025 | Premios AVN  | Nominada  | Mejor escena de gangbang                      | DP Masters 9           |